# Bataille de Visayas (1899)
Guerre américano-philippine
Batailles
Guerre américano-philippine
- Luçon :

- Caloocan
- Caloocan (2e) (en)
- Calumpit (en)
- Mabitac (en)
- Malolos (en)
- Manille (en)
- Marilao River (en)
- Olongapo (en)
- Paete (en)
- Pagsanjan (en)
- Paye (en)
- Pulang Lupa (en)
- Quingua (en)
- San Jacinto (en)
- Santa Cruz (en)
- Santo Tomas (en)
- Tirad Pass (en)
- Zapote River (en)

- Visayas :

- Visayas
- Balangiga
- Balantang (en)
- Catubig (en)
- Lonoy (en)
- Malalag River (en)

- Mindanao :

- Makahambus Hill (en)
- Cagayan de Misamis (en)
- Agusan Hill (en)
- Siranaya (en)
- Rébellion des Moros (en)

La bataille de Visayas est une bataille de la guerre américano-philippine qui a opposé les révolutionnaires philippins aux États-Unis du 10 mars 1899 au 5 mars 1901. La bataille a été menée pour capturer la région des Visayas aux Philippines par les Américains.